# Currency Symbols
Currency Symbols è un blocco Unicode. È costituito dai 32 caratteri compresi nell'intervallo U+20A0-U+20CF.
Comprende simboli di valuta assenti negli altri blocchi: tra i caratteri assenti figurano il simbolo del dollaro, il simbolo della sterlina e il simbolo generico di valuta.
Poiché ogni simbolo può essere utilizzato per valute differenti, Unicode prescrive l'adozione dello standard ISO 4217.

## Tabella compatta di caratteri

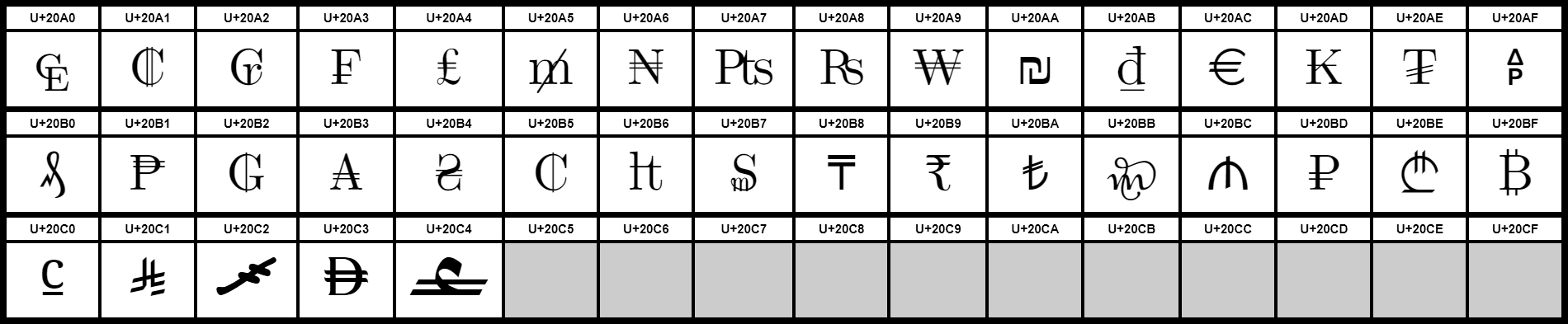
Letterlike Symbols

|     | 0 | 1 | 2 | 3 | 4 | 5 | 6 | 7 | 8 | 9 | A | B | C | D | E | F |
| --- | - | - | - | - | - | - | - | - | - | - | - | - | - | - | - | - |
| 20A | ₠ | ₡ | ₢ | ₣ | ₤ | ₥ | ₦ | ₧ | ₨ | ₩ | ₪ | ₫ | € | ₭ | ₮ | ₯ |
| 20B | ₰ | ₱ | ₲ | ₳ | ₴ | ₵ | ₶ | ₷ | ₸ | ₹ | ₺ | ₻ | ₼ | ₽ | ₾ | ₿ |
| 20C | ⃀ |   |   |   |   |   |   |   |   |   |   |   |   |   |   |   |